# Scudo di Enea

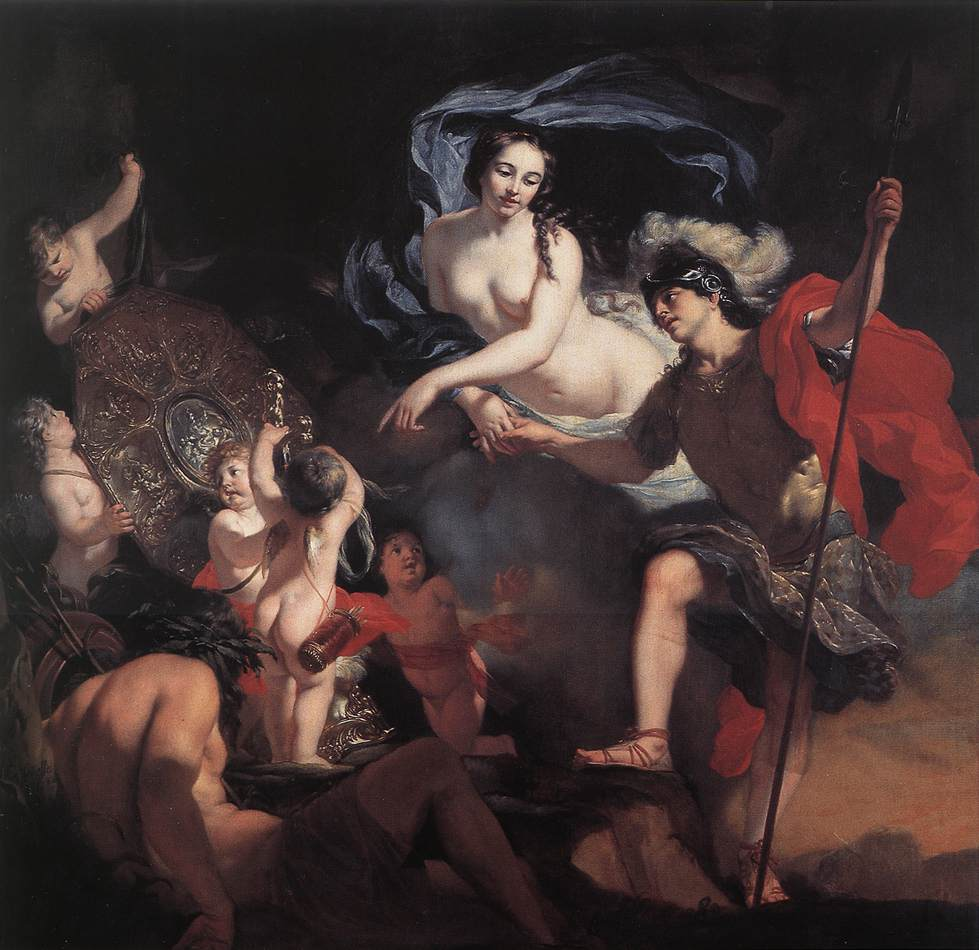
Nel dipinto di Gérard de Lairesse, Venere offre le armi a Enea (XVII secolo; Anversa, Museo Mayer van den Bergh), tra le quali risalta lo scudo finemente decorato.

Lo scudo di Enea è una delle armi possedute dall'eroe della mitologia greca e romana, protagonista dell'Eneide di Virgilio.

## Storia
Mentre Enea si trova nella città del re arcade Evandro, la madre Venere si reca da Vulcano convincendolo a creare delle armi per il figlio. Enea, che aveva raggiunto Tarconte dietro consiglio di Evandro, viene raggiunto dalla madre, descritta come «splendente tra gli eterei nembi»; la dea, dopo averlo abbracciato, consegna al figlio le armi perché possa sfidare in battaglia i Latini e Turno. Enea ammira l'elmo, la spada e la corazza, poi gli schinieri e la lancia, fino a soffermarsi sullo scudo. Vulcano gli incide sopra momenti della storia romana cronologicamente posposti alle vicende narrate nell'Eneide, mostrando doti profetiche.

## Descrizione
Le immagini incise sullo scudo mostrano, attraverso la tecnica dell'ekphrasis, momenti della storia romana, da Romolo fino al trionfo di Augusto; tale descrizione occupa i versi 626-731 del libro VIII dell'Eneide. Lo scudo riporta la celebre immagine della lupa con i gemelli, il ratto delle Sabine e il supplizio di Mezio Fufezio; seguono la cacciata di Tarquinio il Superbo, lo scontro con Porsenna, rapidi accenni agli episodi di Orazio Coclite dell'eroina Clelia, della Rupe Tarpea e dei Galli disturbati dalle oche del Campidoglio. Le matrone romane assistono al corteo sacro dei sacerdoti Luperci, Salii e Flamini. Segue un importante salto temporale, con la visione del Tartaro con Catilina spaventato dalle Furie e i Campi Elisi con Catone che legifera tra le anime giuste.
Al centro, tra una cornice di delfini d'argento che guizzano in un mare dorato, è raffigurata la battaglia navale di Azio, che vede scontrarsi non solo Augusto e Agrippa contro Antonio e Cleopatra, ma anche gli dei greci contro gli dei egizi, con Anubis e il Nilo che accoglie i vinti. Ultima scena è il trionfo finale di Ottaviano Augusto a Roma, che assiste in trono al  corteo dei popoli sottomessi e dedica le spoglie dei vinti nei templi.

## Rapporto con Omero
La descrizione dello scudo di Enea è chiaramente mutuata da quella dello Scudo di Achille, contenuta nell'Iliade di Omero; Virgilio si discosta dall'esempio greco per il soggetto di cui si occupa, una visione futura (ovviamente a posteriori) dell'intera storia di Roma, legando i trionfi del contemporaneo imperatore Augusto al mito dell'eroe Enea, di cui è effigiata «tutta la discendenza futura dal sangue di Ascanio».